# Прилепски партизански одред Ђорче Петров
Прилепски народноослободилачки партизански одред „Ђорче Петров“ формиран је на подручју села Габровник 21. септембра 1942. године испрва као прва чета Велешко-прилепског партизанског одреда „Димитар Влахов“. Дејствовао је у селима Дабница, Десово, Ораов Дол, Беловодица, Плетвар, Старо Лагово, Забрчани, Дупјани и Мажучиште. Дана 20. децембра 1942. године, одред је опколила и уништила бугарска војска, код Прилепеца. Стефан Базерковски био је међу мртвима, док је Киро Нацев заробљен и данима мучен у затвору у Прилепу док није преминуо. Остали су прешли северно од планине Бабуна, у област Азот.

## Руководиоци
- Стефан Базерковски
- Петар Пепељуговски
- Киро Нацев